# 워소 스파이어

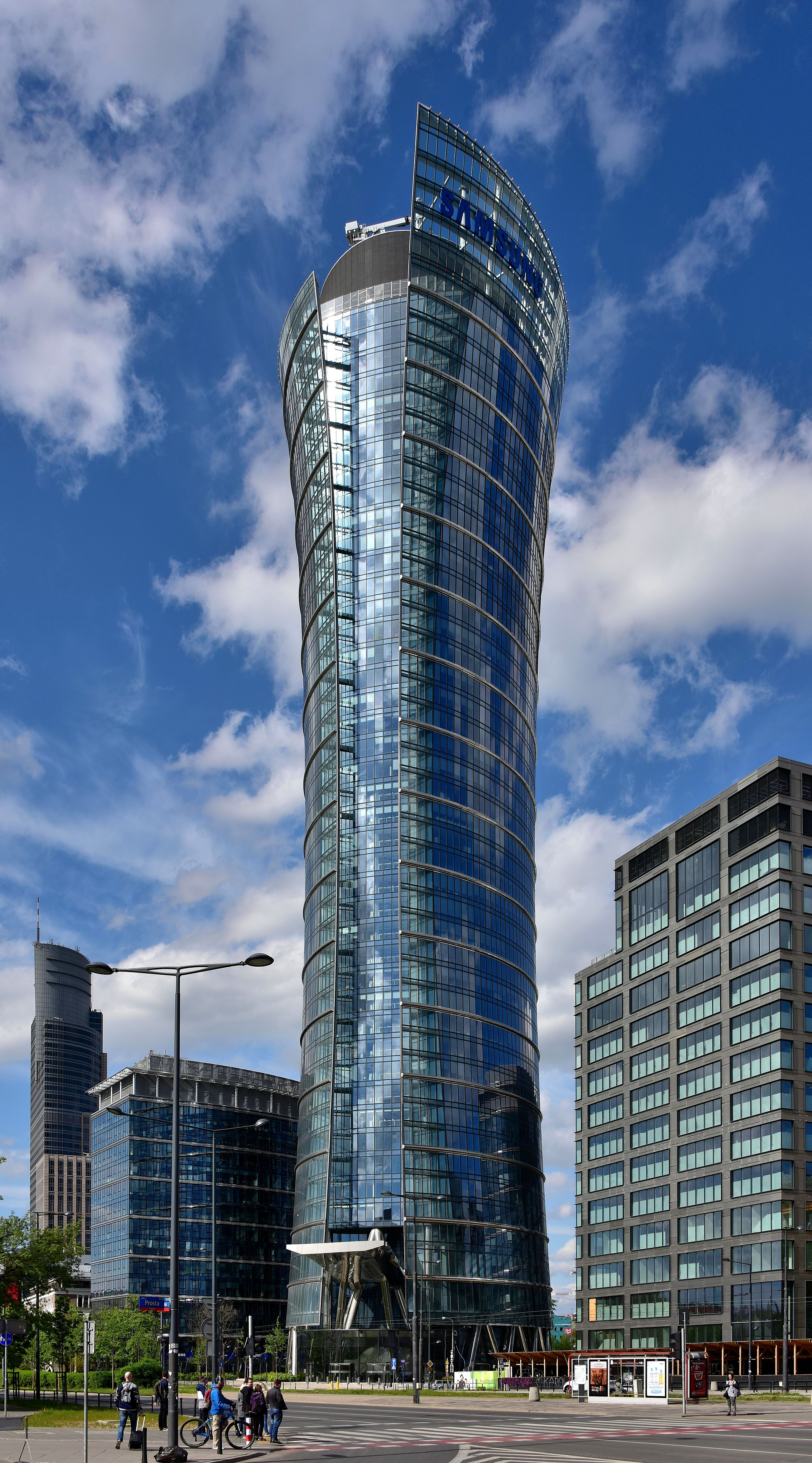
워소 스파이어

워소 스파이어(Warsaw Spire)는 폴란드 바르샤바 볼라에 있는 네오모던 양식의 오피스 단지다.
이 단지는 쌍곡면 유리 외관을 갖춘 220m 높이의 주탑인 바르샤바 스파이어 A, 그리고 55m 높이의 두 개의 보조 건물인 바르샤바 스파이어 B와 바르샤바 스파이어 C로 구성되어 있다.